# Laphria hecate
Laphria hecate är en tvåvingeart som beskrevs av Gerstaecker 1861. Laphria hecate ingår i släktet Laphria och familjen rovflugor. Inga underarter finns listade i Catalogue of Life.